# Uživo!
Uživo! je koncertni album beogradskog muzičkog sastava Kanda, Kodža i Nebojša, izdat 22. marta 2017. godine u izdavačkoj kući Odličan hrčak.
Album je izdat na CD-u i na internetu, a pesme na albumu su snimane na koncertima benda održanih u prethodnih par godina.
Ovo je prvi koncertni album benda nakon DVD izdanja Prekid stvarnosti iz 2006. godine, i njihovog prvog albuma (Guarda Toma!) većinom sačinjenog od koncertnih snimaka.
Izdavanje ovog albuma bilo je najavljeno marta 2016. godine, pre koncerta na kojem je bend obeležio 25 godina postojanja.

## Spisak pesama
1. Stakloduvački svodovi
2. Tajne letenja
3. Crveni konji
4. Plaše dečake
5. Divni dani
6. Štastopojo
7. Kafane i rokenrol
8. Deveti život + Čaj
9. Vera, nada, ljubav i stav
10. Siroti Ani i Bo
11. Najsvetliji dan
12. Danas nebo silazi u grad

## Spoljašnje veze
- Video-snimak sa promotivnog koncerta albuma (pristupljeno 28.3.2017)